# SummerSlam (1991)
SummerSlam (1991) było czwartą edycją corocznej gali pay-per-view SummerSlam, która została wyprodukowana przez World Wrestling Federation. Miała miejsce 26 sierpnia 1991 w Madison Square Garden w Nowym Jorku.
SummerSlam zostało zapamiętane przez wesele Randy'ego Savage'a i Miss Elizabeth, które było określone "A Match Made in Heaven" przez Gene'a Okerlunda. Savage i Elizabeth jednak pobrali się wcześniej, dokładniej w grudniu 1984. Podczas wesela pojawili się między innymi Bobby Heenan, Gene Okerlund, J.J. Dillon, The Undertaker i Jake Roberts. Dwaj ostatni byli nieproszonymi gośćmi − Roberts zastraszył Elizabeth swoim wężem, zaś Undertaker zaatakował Savage'a swą urną.
Nazwane "A Match Made in Hell", walką wieczoru show był handicap tag team match, w którym wzięli udział WWF World Heavyweight Champion Hulk Hogan i The Ultimate Warrior kontra Sgt. Slaughter, General Adnan i Colonel Mustafa. Było to ostatnie pojawienie się Slaughtera w gimmicku sympatyka Iraku.
Na gali zmieniło się kilku posiadaczy innych mistrzostw w federacji. The Legion of Doom pokonało The Nasty Boys zdobywając WWF Tag Team Championship. Stali się oni jedyną drużyną w historii, która posiadała WWF Tag Team Championship, NWA World Tag Team Championship oraz AWA World Tag Team Championship. Na gali, Bret Hart wygrał swoje pierwsze solowe mistrzostwo w WWF, kiedy pokonał Mr. Perfecta zdobywając WWF Intercontinental Championship.

## Wydarzenia po gali
Podsumowania wesela Randy'ego "Macho Mana" Savage'a i Miss Elizabeth były pokazywane na programach WWF, gdzie The Undertaker i Jake "The Snake" Roberts zniszczyli przyjęcie. Savage, który wciąż nie mógł występować jako aktywny wrestler z powodu przegranej w retirement matchu na WrestleManii VII, stał się głównym celem drwin Robertsa, co było kontynuowane do końca 1991. Mimo wszystko Savage'owi puściły nerwy, i gdy komentował podczas WWF Superstars i Roberts wygłaszał promo przeciwko Savage'owi, ten wkroczył do ringu, lecz został tam zaatakowany przez Robertsa, zawinięty między liny i ukąszony przez swoją żmiję. Po tym incydencie, Savage został przywrócony jako aktywny wrestler i została wyznaczona walka pomiędzy ową dwójką na This Tuesday in Texas.
Po przegranej jego drużyny na rzecz Hogana i Ultimate Warriora, Slaughter zaprzestał promowania Iraku i przeszedł faceturn. Zaczął pojawiać się w winietach z Amerykańskimi ozdobami i mówił "Chcę z powrotem mój kraj." Podczas odcinka Superstars, Jim Duggan został zaatakowany przez The Nasty Boys, po czym Slaughter przyszedł mu na pomoc. Duggan i Slaughter zaczęli wspólnie walczyć z Nasty Boys i kontynuowali bycie drużyną przez następne miesiące. Slaughter również pokonywał Colonela Mustafę i Generala Adnana w seriach walk. Pomimo przejścia faceturnu, Slaughter otrzymał nagrodę Najbardziej Znienawidzonego Wrestlera Roku od magazynu Pro Wrestling Illustrated za pro-Iracki gimmick.
SummerSlam 1991 było ostatnią galą pay-per-view w Stanach Zjednoczonych, na której pojawił się André the Giant. Chodząc o kulach z powodu problemów zdrowotnych związanych z gigantyzmem, André pojawił się kilka razy podczas touru WWF po Anglii we wrześniu i październiku 1991. Były to jego ostatnie wystąpienia w WWF w życiu, po czym 27 stycznia 1993 zmarł. Z kontuzjami zmagał się również Mr. Perfect, który po trzymiesięcznej przerwie od WWF, powrócił do programów jako komentator Superstars.

### Incydent z The Ultimate Warriorem
Poza ekranem odbył się incydent związany z The Ultimate Warriorem i Vince’em McMahonem na gali. Miesiąc przed pay-per-view, Warrior napisał list do McMahona, że jeśli nie wypłaci mu należnych 500 000 dolarów, to nie pojawi się podczas walki wieczoru gali. W 2005 zostało ujawnione przez Hulka Hogana i Sgt. Slaughtera, że pewna fizyczna konfrontacja pomiędzy Vince’em i Warriorem mogła mieć miejsce, kiedy dowiedzieli się o wątku związanym z Warriorem.
McMahon, który nie chciał by Hogan i Slaughter fizycznie weszli w konflikt z Warriorem, zapłacił mu pieniądze i od razu po SummerSlam natychmiastowo go zwolnił. Warrior później napisał na swojej stronie internetowej, że wypłaty zalegały już od WrestleManii VII i że został zawieszony przez McMahona od razu po show, lecz on sam opuścił WWF protestując. McMahon później stwierdził, że nie mógł zmienić walki wieczoru w ostatnim momencie, gdyż fani wyczekiwali owej walki, więc przeczekał do zwolnienia go po pay-per-view. Warrior nie pokazał się podczas celebracji w ringu z Hoganem i Sidem Justice po wygranej. Po tych wydarzeniach, rywalizacja pomiędzy Warriorem − który w innym storyline przeszedł heelturn po ataku na Warriorze − została anulowana, więc w zamian wprowadzono rywalizację Roberts-Savage.

## Wyniki walk
| Nr                                                                                    | Wyniki | Stypulacje                                                                           | Czas  |
| ------------------------------------------------------------------------------------- | --- | ------------------------------------------------------------------------------------ | ----- |
| 1D                                                                                    | Koko B. Ware pokonał Kato | Singles match                                                                        | 06:03 |
| 2                                                                                     | The British Bulldog, Ricky Steamboat i The Texas Tornado pokonali Power and Glory (Paula Romę i Herculesa) i The Warlorda (w/ Slick)                    | Six-man tag team match                                                               | 10:43 |
| 3                                                                                     | Bret Hart pokonał Mr. Perfecta (c) (w/ The Coach) | Singles match o WWF Intercontinental Championship                                    | 18:04 |
| 4                                                                                     | The Natural Disasters (Earthquake i Typhoon) (w/ Jimmy Hart) pokonali The Bushwhackers (Bushwhackera Butcha i Bushwhackera Luke'a) (w/ André the Giant) | Tag team match                                                                       | 06:27 |
| 5                                                                                     | Virgil pokonał Teda DiBiasego (c) (w/ Sensational Sherri)                                                                                               | Singles match o Million Dollar Championship                                          | 13:11 |
| 6                                                                                     | Big Boss Man pokonał The Mountiego (w/ Jimmy Hart) | "Jailhouse Match", gdzie przegrany miał spędzić 24 godziny w więzieniu w Nowym Jorku | 09:38 |
| 7                                                                                     | The Legion of Doom (Hawk i Animal) pokonali The Nasty Boys (Briana Knobbsa i Jerry'ego Sagsa) (c) (w/ Jimmy Hart)                                       | Street Fight o WWF Tag Team Championship                                             | 07:45 |
| 8                                                                                     | Irwin R. Schyster pokonał Grega Valentine'a | Singles match                                                                        | 07:07 |
| 9                                                                                     | Hulk Hogan i The Ultimate Warrior pokonali Sgt. Slaughtera, Col. Mustafę i Generala Adnana                                                              | Handicap match z Sidem Justicem jako sędzia specjalny                                | 12:40 |
| (c) – mistrz/mistrzyni przed walkąD – walka była dark matchem (nietransmitowana w TV) | |                                                                                      |       |